# Pilisszentkereszt
Pilisszentkereszt är en ort i Ungern.   Den ligger i provinsen Pest, i den nordvästra delen av landet, 24 km norr om huvudstaden Budapest. Pilisszentkereszt ligger 335 meter över havet och antalet invånare är 2 224.
Terrängen runt Pilisszentkereszt är lite kuperad, och sluttar söderut. Runt Pilisszentkereszt är det ganska tätbefolkat, med 166 invånare per kvadratkilometer. Närmaste större samhälle är Budapest III. kerület, 19,6 km sydost om Pilisszentkereszt. I omgivningarna runt Pilisszentkereszt växer i huvudsak lövfällande lövskog.